# Trophée de France de 2016
Trophée de France de 2016 foi a trigésima edição do Trophée de France, um evento anual de patinação artística no gelo organizado pela Federação Francesa de Esportes no Gelo (em francês:  Federation Française des Sports de Glace), e que fez parte do Grand Prix de 2016–17. A competição originalmente seria disputada entre os dias 11 de novembro e 13 de novembro, na cidade de Paris, França.

## Eventos
- Individual masculino
- Individual feminino
- Duplas
- Dança no gelo

## Medalhistas
| Evento                        | Ouro                                             | Prata                                              | Bronze                                 |
| Individual masculino detalhes | Javier Fernández · Espanha                       | Denis Ten · Cazaquistão                            | Adam Rippon · Estados Unidos           |
| Individual feminino detalhes  | Evgenia Medvedeva · Rússia                       | Maria Sotskova · Rússia                            | Wakaba Higuchi · Japão                 |
| Duplas detalhes               | Aliona Savchenko · Bruno Massot · Alemanha       | Evgenia Tarasova · Vladimir Morozov · Rússia       | Vanessa James · Morgan Ciprès · França |
| Dança no gelo detalhes        | Gabriella Papadakis · Guillaume Cizeron · França | Madison Hubbell · Zachary Donohue · Estados Unidos | Piper Gilles · Paul Poirier · Canadá   |

## Resultados

### Individual masculino
| Pos.              | Nome              | Nacionalidade  | Pontos | PC         | PL          |
| ----------------- | ----------------- | -------------- | ------ | ---------- | ----------- |
| Medalha de ouro   | Javier Fernández  | Espanha        | 285.38 | 96.57 (1)  | 188.81 (1)  |
| Medalha de prata  | Denis Ten         | Cazaquistão    | 269.26 | 89.21 (3)  | 180.05 (3)  |
| Medalha de bronze | Adam Rippon       | Estados Unidos | 267.53 | 85.25 (4)  | 182.28 (2)  |
| 4                 | Nathan Chen       | Estados Unidos | 264.80 | 92.85 (2)  | 171.95 (4)  |
| 5                 | Takahito Mura     | Japão          | 248.42 | 78.38 (6)  | 170.04 (5)  |
| 6                 | Jorik Hendrickx   | Bélgica        | 230.47 | 80.34 (5)  | 150.13 (8)  |
| 7                 | Misha Ge          | Uzbequistão    | 229.06 | 72.49 (8)  | 156.57 (6)  |
| 8                 | Chafik Besseghier | França         | 225.02 | 77.00 (7)  | 148.02 (9)  |
| 9                 | Artur Dmitriev    | Rússia         | 218.70 | 64.48 (11) | 154.22 (7)  |
| 10                | Brendan Kerry     | Austrália      | 199.40 | 70.67 (9)  | 128.73 (10) |
| 11                | Ivan Righini      | Itália         | 185.81 | 68.42 (10) | 117.39 (11) |

### Individual feminino
| Pos.              | Nome                | Nacionalidade  | Pontos | PC         | PL          |
| ----------------- | ------------------- | -------------- | ------ | ---------- | ----------- |
| Medalha de ouro   | Evgenia Medvedeva   | Rússia         | 221.54 | 78.52 (1)  | 143.02 (1)  |
| Medalha de prata  | Maria Sotskova      | Rússia         | 200.35 | 68.71 (3)  | 131.64 (2)  |
| Medalha de bronze | Wakaba Higuchi      | Japão          | 194.48 | 65.02 (5)  | 129.46 (3)  |
| 4                 | Gabrielle Daleman   | Canadá         | 192.10 | 72.70 (2)  | 119.40 (6)  |
| 5                 | Park So-youn        | Coreia do Sul  | 185.19 | 64.89 (6)  | 120.30 (4)  |
| 6                 | Laurine Lecavelier  | França         | 184.65 | 66.61 (4)  | 118.04 (7)  |
| 7                 | Maé-Bérénice Méité  | França         | 172.65 | 52.78 (11) | 119.87 (5)  |
| 8                 | Gracie Gold         | Estados Unidos | 165.89 | 54.87 (10) | 111.02 (8)  |
| 9                 | Mao Asada           | Japão          | 161.39 | 61.29 (8)  | 100.10 (10) |
| 10                | Yuka Nagai          | Japão          | 159.49 | 52.41 (12) | 107.08 (9)  |
| 11                | Anastasia Galustyan | Armênia        | 155.49 | 56.92 (9)  | 98.57 (11)  |
| 12                | Alena Leonova       | Rússia         | 141.36 | 63.87 (7)  | 77.49 (12)  |

### Duplas
| Pos.              | Nome                                | Nacionalidade  | Pontos | PC        | PL         |
| ----------------- | ----------------------------------- | -------------- | ------ | --------- | ---------- |
| Medalha de ouro   | Aliona Savchenko / Bruno Massot     | Alemanha       | 210.59 | 77.55 (1) | 133.04 (1) |
| Medalha de prata  | Evgenia Tarasova / Vladimir Morozov | Rússia         | 206.94 | 76.24 (2) | 130.70 (3) |
| Medalha de bronze | Vanessa James / Morgan Ciprès       | França         | 198.58 | 66.05 (4) | 132.53 (2) |
| 4                 | Natalja Zabijako / Alexander Enbert | Rússia         | 192.56 | 71.36 (3) | 121.20 (4) |
| 5                 | Marissa Castelli / Mervin Tran      | Estados Unidos | 176.18 | 59.26 (5) | 116.92 (5) |
| 6                 | Miriam Ziegler / Severin Kiefer     | Áustria        | 145.01 | 52.06 (6) | 92.95 (6)  |

### Dança no gelo
| Pos.              | Nome                                    | Nacionalidade    | Pontos | PC         | PL         |
| ----------------- | --------------------------------------- | ---------------- | ------ | ---------- | ---------- |
| Medalha de ouro   | Gabriella Papadakis / Guillaume Cizeron | França           | 193.50 | 78.26 (1)  | 115.24 (1) |
| Medalha de prata  | Madison Hubbell / Zachary Donohue       | Estados Unidos   | 174.58 | 66.77 (3)  | 107.81 (2) |
| Medalha de bronze | Piper Gilles / Paul Poirier             | Canadá           | 170.78 | 64.74 (4)  | 106.04 (3) |
| 4                 | Elena Ilinykh / Ruslan Zhiganshin       | Rússia           | 167.40 | 68.72 (2)  | 98.68 (4)  |
| 5                 | Isabella Tobias / Ilia Tkachenko        | Israel           | 158.86 | 63.70 (5)  | 95.16 (5)  |
| 6                 | Marie-Jade Lauriault / Romain Le Gac    | França           | 150.07 | 57.37 (6)  | 92.70 (6)  |
| 7                 | Oleksandra Nazarova / Maxim Nikitin     | Ucrânia          | 145.39 | 56.61 (7)  | 88.78 (7)  |
| 8                 | Cortney Mansour / Michal Češka          | República Tcheca | 140.92 | 55.69 (8)  | 85.23 (8)  |
| 9                 | Lorenza Alessandrini / Pierre Souquet   | França           | 130.12 | 48.18 (9)  | 81.94 (9)  |
| 10                | Viktoria Kavaliova / Yurii Bieliaiev    | Bielorrússia     | 115.04 | 46.81 (10) | 68.23 (10) |

## Quadro de medalhas
| Ordem | País           | Medalha de ouro | Medalha de prata | Medalha de bronze |    | Ordem por total |
| ----- | -------------- | --------------- | ---------------- | ----------------- | -- | --------------- |
| 1     | Rússia         | 1               | 2                |                   | 3  | 1               |
| 2     | França         | 1               |                  | 1                 | 2  | 2               |
| 3     | Alemanha       | 1               |                  |                   | 1  | 4               |
| 3     | Espanha        | 1               |                  |                   | 1  | 4               |
| 5     | Estados Unidos |                 | 1                | 1                 | 2  | 2               |
| 6     | Cazaquistão    |                 | 1                |                   | 1  | 4               |
| 7     | Canadá         |                 |                  | 1                 | 1  | 4               |
| 7     | Japão          |                 |                  | 1                 | 1  | 4               |
| TOTAL | TOTAL          | 4               | 4                | 4                 | 12 | —               |